# Kanton Orpierre
Kanton Orpierre (fr. Canton d'Orpierre) je francouzský kanton v departementu Hautes-Alpes v regionu Provence-Alpes-Côte d'Azur. Tvoří ho sedm obcí.

## Obce kantonu
- Étoile-Saint-Cyrice
- Lagrand
- Nossage-et-Bénévent
- Orpierre
- Sainte-Colombe
- Saléon
- Trescléoux